# Evropská rada skeptických organizací
Evropská rada skeptických organizací (ECSO) je zastřešující organizací skeptických uskupení v Evropě.

## Cíle
Společnost byla založena 25. září 1994 s cílem koordinovat činnosti Evropských organizací a jednotlivců, kteří se snaží kriticky zkoumat pseudovědecká prohlášení a tvrzení týkající se pozorování paranormálních jevů a následně výsledky svého šetření tlumočit široké veřejnosti. Chce také pokračovat v sérii Evropských skeptických kongresů, které předcházely jejímu vzniku a jejichž pořádání ve dvouletém cyklu podporuje.
Charta Evropské rady skeptických organizací uvádí, že se snaží
1. 1) Chránit veřejnost před šířením tvrzení a terapií, které nebyly podrobeny kritickému zkoumání, a mohou tak pro ni být nebezpečné.
2. 2) Kontrolovanými testy a experimenty zkoumat taková mimořádná prohlášení, která jsou na hranici vědeckosti nebo přímo odporují současným vědeckým poznatkům. To se vztahuje zejména na jevy běžně označované za "nadpřirozené" nebo "pseudovědecké". Žádná tvrzení, vysvětlení nebo teorie ovšem nebudou zavrhována před objektivním zhodnocením.
3. 3) Podporovat veřejnou politiku založenou na osvědčených postupech ve vědě a medicíně.[2]

Charta byla podepsána Amardeem Sarmou (GWUP), Michaelem Howgatem (UK Skeptics), Miguelem Angelem Sabadellem (ARP), Paulem Kurtzem (CSICOP), Timem Trachetem (SKEPP), Arlette Fougniesovou (Comité Para) a Cornelisem de Jagerem (Stichting Skepsis).

## Struktura

### Výbor

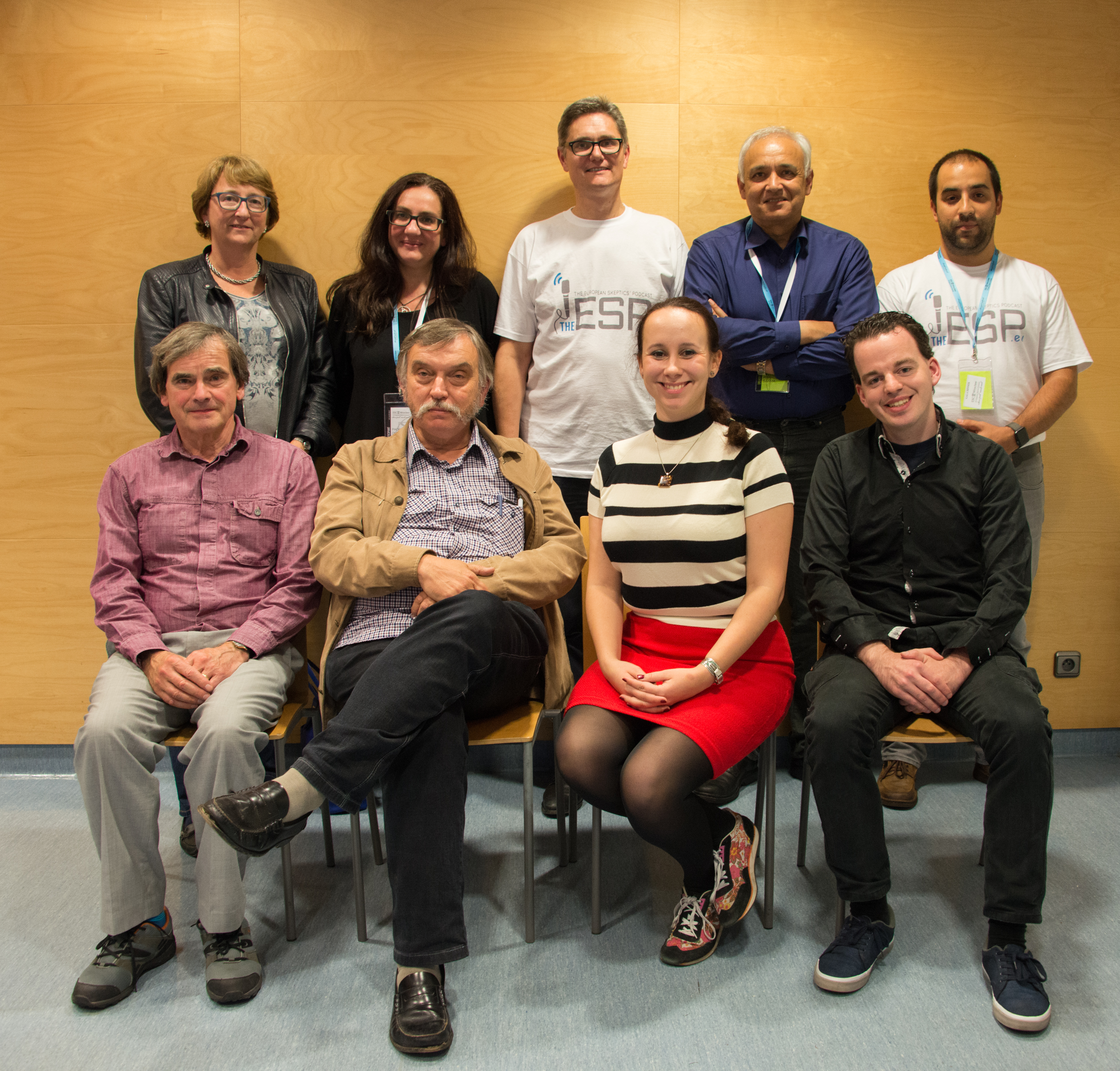
Výbor shromážděný u příležitosti Evropského skeptického kongresu 2017 ve Vratislavi.
Zadní řada: de Jong, De Gobbi, Böckman, Sarma, Pintér.
Přední řada: Heap, Trachet, Klingenberg, Korteweg.

Cornelis de Jager byl prvním předsedou až do roku 2001, kdy jej vystřídal Amardeo Sarma (2001–2013). Po něm následoval Gábor Hraskó a od září 2017 má výbor následující složení:
- Claire Klingenberg (Sisyfos), předsedkyně
- Tim Trachet (SKEPP), místopředseda
- Catherine de Jong (VtdK), místopředseda
- Amardeo Sarma (GWUP), hospodář
- Paola De Gobbi (CICAP), členka
- Pontus Böckman (VoF), člen
- Michael Heap (ASKE), člen
- András Gábor Pintér (SzT), člen
- Jean-Paul Krivine (AFIS), člen

### Členské organizace
ECSO sdružuje následující skeptické organizace:
| Název organizace                                                                            | Název česky                                                                    | Zkratka     | Rok založení | Země   | Poznámky                                                    |
| ------------------------------------------------------------------------------------------- | ------------------------------------------------------------------------------ | ----------- | ------------ | ------ | ----------------------------------------------------------- |
| Alternativa Racional a las Pseudociencias – Sociedad para el Avance del Pensamiento Crítico | Racionální alternativa k pseudovědě – Společnost pro rozvoj kritického myšlení | ARP-SAPC    | 1986         |        | Zakládající člen.                                           |
| Association for Skeptical Enquiry                                                           | Společnost skeptického zkoumání                                                | ASKE        | 1997         |        |                                                             |
| Association française pour l'information scientifique                                       | Francouzská společnost pro vědecké informace                                   | AFIS        | 1968         |        | Členem od r. 2001.                                          |
| Comitato Italiano per il Controllo delle Affermazioni sulle Pseudoscienze                   | Italský výbor pro zkoumání pseudovědeckých tvrzení                             | CICAP       | 1989         |        |                                                             |
| Comité belge pour l'Analyse Critique des parasciences                                       | Belgický výbor pro kritickou analýzu pseudověd                                 | Comité Para | 1949         |        | Působí ve Valonském a Bruselském regionu. Zakládající člen. |
| Círculo Escéptico                                                                           | Skeptický kruh                                                                 | CE          | 2006         |        |                                                             |
| Föreningen Vetenskap och Folkbildning                                                       | Věda a lidová osvěta / Švédská skeptická společnost                            | VoF         | 1982         |        |                                                             |
| Gesellschaft zur wissenschaftlichen Untersuchung von Parawissenschaften                     | Společnost pro vědecké zkoumání pseudověd                                      | GWUP        | 1987         | D-A-CH | Sídlí v německém Roßdorfu. Zakládající člen.                |
| Irish Skeptics Society                                                                      | Irská skeptická společnost                                                     | ISS         | 2002         |        |                                                             |
| Klub Sceptyków Polskich                                                                     | Klub polských skeptiků                                                         | KSP         | 2010         |        | Členství od roku 2017.                                      |
| Observatoire Zététique                                                                      | Zetetické pozorování                                                           | OZ          | 2003         |        | [ 9 ]                                                       |
| Skepsis ry                                                                                  | Skepsis                                                                        | Skepsis     | 1987         |        |                                                             |
| Skeptiker Schweiz – Verein für kritisches Denken                                            | Švýcarští skeptici – Společnost pro kritické myšlení                           | Skeptiker   | 2012         |        | [ 10 ]                                                      |
| Stichting Skepsis                                                                           | Skeptická nadace                                                               | Skepsis     | 1987         |        | Zakládající člen.                                           |
| Studiekring voor de Kritische Evaluatie van Pseudowetenschap en het Paranormale             | Studijní kruh pro kritické zkoumání pseudověd a nadpřirozena                   | SKEPP       | 1990         |        | Působí ve Vlámském a Bruselském regionu. Zakládající člen.  |
| Szkeptikus Társaság                                                                         | Maďarský spolek skeptiků                                                       | SzT         | 2006         |        |                                                             |
| Vereniging tegen de Kwakzalverij                                                            | Společnost proti šarlatánství                                                  | VtdK        | 1881         |        | Zatím bez formálního členství.                              |
| Český klub skeptiků Sisyfos                                                                 | Český klub skeptiků Sisyfos                                                    | Sisyfos     | 1995         |        |                                                             |

Z mimoevropských organizací se k ECSO jako přidružení členové řadí Výbor pro kritické zkoumání (CSI, dříve CSICOP), jehož zakladatel a dlouholetý předseda Paul Kurtz měl aktivní podíl na jeho vzniku (zejména proto, že Skeptický Tazatel měl v Evropě mnoho odběratelů), a Israel Skeptic Society (Izraelská skeptická společnost).

## Evropský skeptický kongres

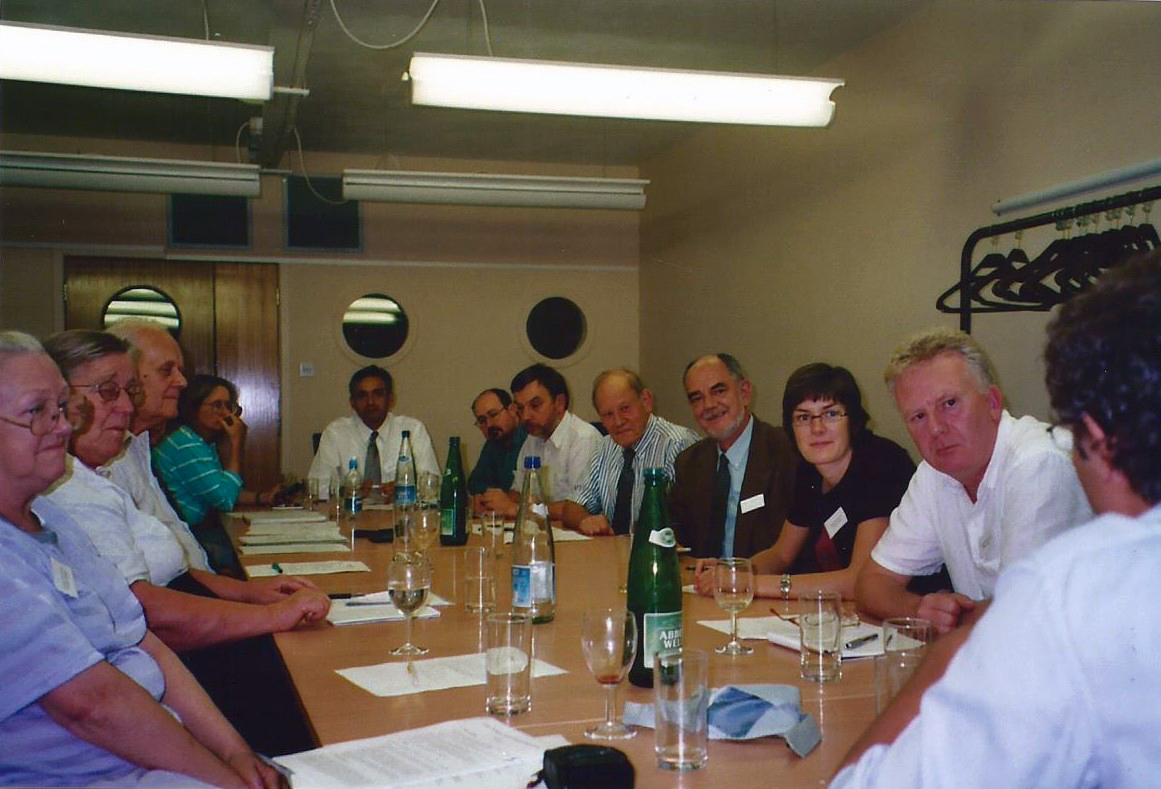
Setkání rady ECSO a členů CSICOP na 11. Evropském skeptickém kongresu v Londýně.

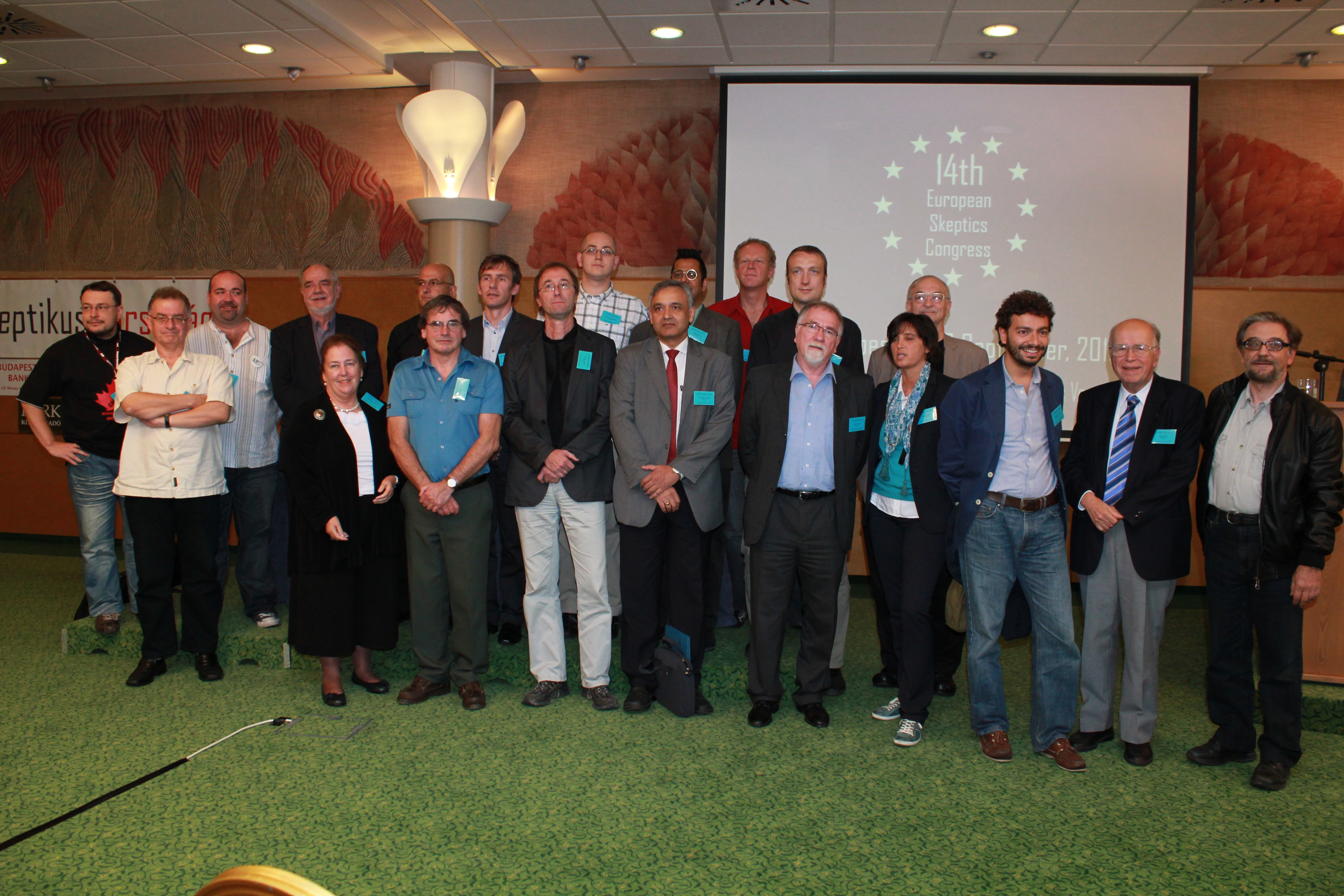
Přednášející 14. Evropského skeptického kongresu v Budapešti.

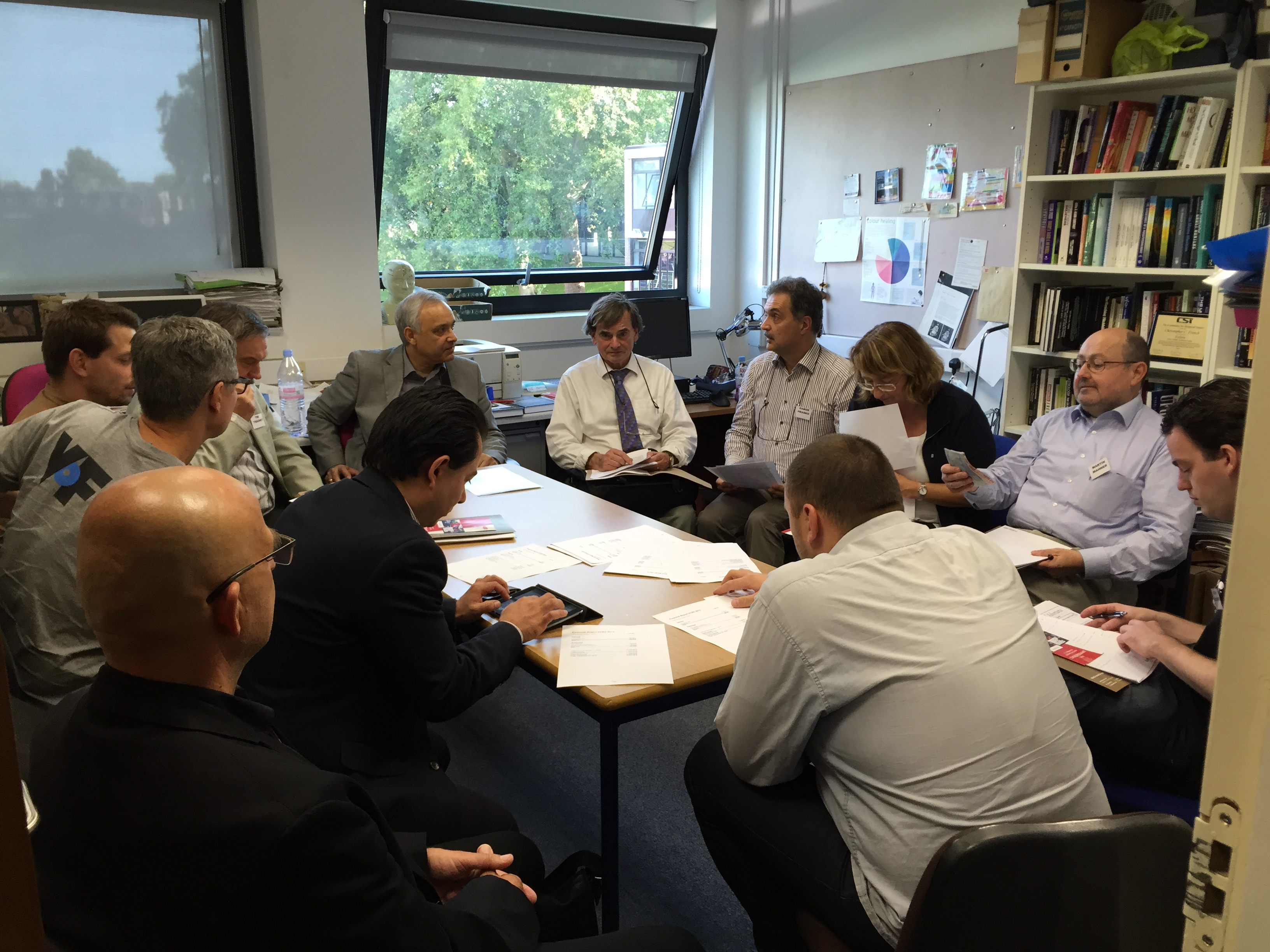
Setkání zástupců členských organizací ECSO na Evropském skeptickém kongresu v Londýně v roce 2015.

Evropské skeptické kongresy (ESC), na nichž se podílejí skeptické organizace z mnoha různých Evropských zemí, se konají už od roku 1989. Konference bývají pořádány v září a trvají dva až čtyři dny. ECSO byla založena na 6. Evropském skeptickém kongresu 25. září 1994 v Ostende, Belgie. Od svého založení koordinuje ECSO organizaci dalších ECS, které se konají (v průměru) každý druhý rok, a v jejichž pořádání se jednotlivé členské organizace střídají. Svoje zástupce mohou na kongresy vysílat i skeptické organizace, které nejsou členem ECSO. Seznam proběhlých kongresů:
| Událost                        | Datum                   | Město         | Země | Poznámky |
| ------------------------------ | ----------------------- | ------------- | ---- | --- |
| 1. Evropský skeptický kongres  | 5. – 7. května 1989     | Bad Tölz      |      | |
| 2. Evropský skeptický kongres  | 10. – 11. srpna 1990    | Brusel        |      | |
| 3. Evropský skeptický kongres  | 4. – 5. října 1991      | Amsterdam     |      | |
| 4. Evropský skeptický kongres  | 17. – 19. července 1992 | Saint-Vincent |      | |
| 5. Evropský skeptický kongres  | 29. – 31. srpna 1993    | Keele         |      | Téma: Věda pro život: Zdraví, medicína a životní pohoda. Organizováno britskými skeptiky.                                       |
| 6. Evropský skeptický kongres  | 23. – 25. září 1994     | Ostend        |      | Téma: Věda, pseudověda a životní prostředí Založení ECSO.                                                                       |
| 7. Evropský skeptický kongres  | 4. – 7. května 1995     | Roßdorf       |      | |
| 8. Evropský skeptický kongres  | 4. – 7. září 1997       | A Coruña      |      | |
| 9. Evropský skeptický kongres  | 17. – 19. září 1999     | Maastricht    |      | Organizováno Skeptickou nadací (Stichting Skepsis)                                                                              |
| 10. Evropský skeptický kongres | 7. – 9. září 2001       | Praha         |      | Téma: Vzestup a pád nadpřirozených přesvědčení ve východní Evropě.                                                              |
| 11. Evropský skeptický kongres | 5. – 7. září 2003       | London        |      | |
| 12. Evropský skeptický kongres | 13. – 15. října 2005    | Brussels      |      | Téma: Pseudověda, alternativní medicína a média.                                                                                |
| 13. Evropský skeptický kongres | 7. – 9. září 2007       | Dublin        |      | Téma: Útok na vědu: Příprava odpovědi.Přes sto účastníků.                                                                       |
| 14. Evropský skeptický kongres | 17. – 19. září 2010     | Budapešť      |      | [ 21 ] |
| 15. Evropský skeptický kongres | 22. – 25. srpna 2013    | Stockholm     |      | Téma: "Únik k jasnému poznání" (ESCape to Clarity!)                                                                             |
| 16. Evropský skeptický kongres | 10. – 13. září 2015     | London        |      | Pořádáno Společností pro skeptické zkoumání a Oddělením paranormálních jevů Londýnské univerzity                                |
| 17. Evropský skeptický kongres | 22. - 24. září 2017     | Wrocław       |      | Téma: "Setkání silných myslí" (Where great minds meet). Spolupořádáno Klubem polských skeptiků a Českým klubem skeptiků Sisyfos |

## Další informace
Předseda Gábor Hraskó v roce 2015 v rozhovoru uvedl, že cíle ECSO jsou nejprve zjistit, kdo jsou aktivní vůdci jednotlivých skeptických skupin. Některé totiž zmizely, u jiných došlo k výměně vedení, a je tedy třeba "utvořit síť". V roce 2015 se konference konala v Londýně a Hraskó zde usoudil, že se o vedení mnohé naučil od britských skeptiků, kteří pracují jinak než kontinentální Evropané. Zatímco v Evropě je zvykem vyvořit velkou skupinu, která pak organizuje úplně všechno, britské skupiny jsou mnohem nezávislejší a operují na základní úrovni, dokáží však spolupracovat na velkých konferencích a projektech. 2017 konference bude, "doufejme, organizována polskými a českými skeptiky". Hraskó uvedl, že čeští skeptici na čas zmizeli, ale že se snad reorganizovali a ve spolupráci s polskými skeptiky připraví plány na kongres v roce 2017.
Toho bylo také dosaženo a v září 2017 byl českými a polskými skeptiky uspořádán kongres ve Vratislavi. Protože bylo pořádání akce na původním domluveném místě z náboženských důvodů znemožněno, kongres se nakonec konal na Fakultě práva, státní správy a ekonomie Vratislavské univerzity. Na konci konference bylo zvoleno nové vedení ECSO a v čele stanula zástupkyně Českého klubu skeptiků Sisyfos Claire Klingenberg. Ta v rozhovoru s Eranem Segevem (Skeptic Zone Podcast) uvedla, že konference "byla skvělá ... docela produktivní a stimulující." Její hlavní prioritou ve funkci předsedkyně ECSO je dovést Radu k většímu vlivu a důležitosti, aby se stala rovnocenným partnerem nejen pro evropské skeptiky, ale pro organizace po celém světě.
Catherine de Jong uvedla, že organizace, která dohlíží na všechny evropské skeptické skupiny, je užitečná zejména při šíření informací, když si alternativní léčitel plánuje evropské turné. Jako příklad uvedla vírou léčícího Petera Popoffa. Britský skeptik Michael Marshall kontaktoval ECSO, které následně předalo informace vedení všech dotčených skeptických organizací. To umožnilo sdílení informací a koordinovanou přípravu na jednotlivé události.

## Ocenění
Na 6. světovém skeptickém kongresu (Berlín, 18. – 20. května 2012), spolupořádaném organizacemi ECSO, GWUP a Výborem pro skeptické zkoumání (CSI), udělilo ECSO Mimořádnou skeptickou cenu Wimu Betzovi (SKEPP) a Luigimu Garlaschellimu (CICAP) jako uznání za jejich obětavost a vynikající příspěvek k podpoře vědy a zkoumání neobyčejných tvrzení. CSI zároveň ocenilo Simona Singha a Edzarda Ernsta cenou s názvem Chvála rozumu (In Praise of Reason) za jejich výjimečný příspěvek k využití kritického bádání, vědeckých důkazů a rozumu při zkoumání faktických tvrzení.